# Senatul Roman

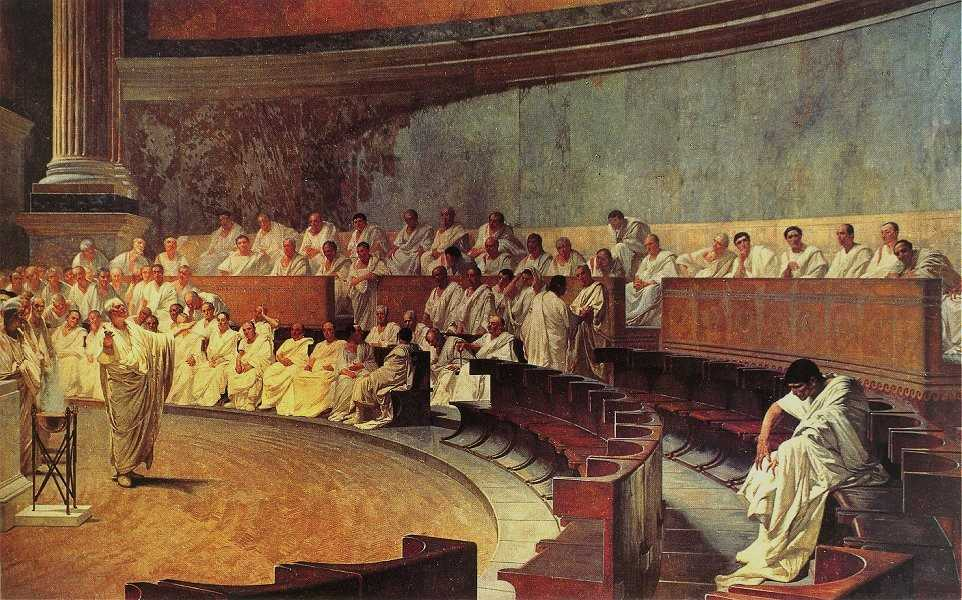
Senatul roman

Senatul Roman era organul de conducere a Republicii Romane, format dintr-un grup de cetățeni în vârstă (senex însemnând „bătrân”). În fiecare an Senatul alegea doi consuli să conducă Roma. Senatul se întrunea în clădirea Curiei, pentru a discuta modul în care să fie condusă Roma și pentru a oferi sugestii consulilor, care erau cei mai puternici oameni din Roma. Senatul avea drept de veto.
Senatorii (patres) au desființat monarhia prin complotul împotriva lui Tarquinius și au reușit să centralizeze puterea în noua republică formată. Acest lucru s-a obținut prin includerea în rândul senatorilor a persoanelor care nu erau patres, dar care au meritat loc în senat. Aceștia au primit denumirea de patres minorum gentium, și erau egali în drepturi cu vechii senatori.
În secolul al V-lea î.Hr. în senatul roman s-au impus cele trei componente ale perioadei regale: consilium, patrum auctoritas și interregnum:
- Interregnum - o perioadă intraregală, când se alegeau purtători a puterii regale pe durata acesteia. În perioada republicii importanța acesteia a scăzut mult, iar puterea regală revenea senatului.
- Patrum auctoritas - odată cu instaurarea republicii se dezvoltă intensiv comitiile – adunările populare romane. În perioada republicii acestea exercitau funcțiile elective și legislative. Totuși, toate hotărârile trebuie să fie aprobate de patres, astfel senatul rămânând superior adunărilor populare.
- Consilium - puterea reală se afla în mâinile magistraților. Consilium îi prezenta pe senatori ca fiind sfătuitori ai magistraților. Senatul avea spre hotărâre doar acele întrebări, care i se atribuiau de către magistratură. Cu timpul consilium publicum a devenit un organ suprem de conducere a republicii romane, iar dreptul senatorilor de a da sfaturi magistraturii a devenit îndatorirea lor obligatorie. Senatorii controlau toate veniturile și cheltuielile statului.

În anii 90 î.Hr. în senat au fost primiți conducători ai plebei, care au fost numiți conscripti, dar după 15 ani aceștia au fost excluși la dreptul de interregnum și au fost lipsiți de drepturi.
Dinastiile aristocrate conduceau senatul și dețineau puterea totală. Această situație își atinge apogeul în a doua jumătate a secolului al V-lea î.Hr.
Conscripti, senatorii plebei, după anul 480 î.Hr. au rămas practic fără drepturi și au pierdut încrederea plebei după aprobarea interzicerii căsătoriilor dintre patricieni și plebei, în cadrul legilor „celor XII table”. Astfel conscripti au fost discreditați de către patres în fața plebei, și au fost lipsiți de șansa de a fi aleși consuli.